# Privremena autonomna zona
Teorijski koncept privremenih autonomnih zona (eng.: Temporary Autonomous Zones, skraćeno: TAZ) je formulirao američki anarhistički pisac Hakim Bey u svojoj poznatoj knjizi "TAZ: Privremena autonomna zona, ontološka anarhija, poetski terorizam" Koncept TAZ-a temelji se na piratskim utopijama, a snažno je utjecao na suvremeni skvoterski pokret i pokret ilegalnih rave partyja početkom 1990-ih godina.
Hakim Bey u svojem djelu opisuje sociopolitičke taktike stvaranja privremenih područja koji izbjegavaju formalne mehanizme društvene kontrole. Njegov glavni motiv za uspostavljanje privremenih autonomnih zona je pretpostavljena nemogućnost uspostavljanja trajnih autonomnih zona (tj. potpuno slobodnog društva) iz niza razloga. Prvi je razlog taj da se ne želi čekati utopiju koja bi mogla biti ostvarena tek u dalekoj budućnosti: "Reći da nećemo biti slobodni dok svi nisu slobodni znači... unaprijed se odrediti kao gubitnik". Drugi je razlog njegovo nepovjerenje u "Revoluciju" (s velikim R) pošto ni jednom dosadašnjom revolucijom nije uspostavljeno slobodno društvo: "Ova vizija zaživi samo u trenutku pobune, ali čim revolucija pobijedi i država se vrati, san i ideal već su napušteni." On se zato okreće pobuni (insurekcija) koja je ujedno i sredstvo i cilj - živjeti što slobodnije - i tako ukida proturječnost između dalekog cilja i zaobilaznih puteva za njegovo ostvarenje, karakterističnih za utopije 19. i prve polovice 20. stoljeća. Za razliku od revolucije koja teži trajnom stanju, pobuna je privremena i predstavlja vrhunac iskustva izvan standarda svakodnevne svijesti, pa "takvi intenzivni trenuci daju oblik i značenje životu kao cjelini". Treći i posljednji Beyev razlog su trenutne povijesne okolnosti u kojima bi svaki izravan sukob s državom bio poguban: "Apsolutno ništa, osim beskorisnog mučeništva, ne može proisteći iz takvog izravnog sudara".

## Značajke TAZ-a
- Privremenost tj. činjenica da se ne inzistira na trajnosti po svaku cijenu. Hakim Bey tvrdie: " TAZ je kao ustanak koji ne udara izravno na državu, gerilska operacija koja oslobađa područje (zemlje, vremena, mašte) a zatim se raspršuje kako bi se ponovno uspostavila drugdje prije nego što ga država uspije razbiti".

- Relativna nevidljivost. Pošto je moderna država, smatra Bey, zainteresirana prvenstveno za simulaciju, a tek potom za suštinu, mnogi su TAZ-ovi opstali prilično dugo vremena jednostavno zato što nisu pobudili pažnju spektakla, što ih nije bilo moguće definirati u njegovim terminima: " 'Možda su neki mali TAZ-ovi potrajali i cijeli životni vijek svojih sudionika jer su prošli neopaženo, jer se nikad nisu susreli s agentima spektakla, nikada se nisu pojavili izvan svijeta stvarnog života, nevidljivog agentima simulacije". Bey preporučuje da se TAZ suzdrži od nasilja, jer njegova najveća snaga leži u nevidljivosti: "U većini slučajeva najbolja i najradikalnija taktika je odbiti uključiti se u nasilje spektakla, povući se iz prostora simulacije, nestati".[3]

- Mrežna struktura. Bey definira mrežu kao "totalitet svih informacija i komunikacijskog protoka". Neki od tih protoka su ograničeni na razne elite, što mreži daje hijerarhijski aspekt, pa se unutar mreže razvijaju i protumreže, koje Bey još naziva i "web" tj. "niti" (za razliku od "network" mreže), koje funkcioniraju na otvorenim, horizontalnim načelima i koje se povremeno koriste za ilegalne, pobunjeničke, aktivnosti. Pod mrežom se ne misli samo na internet, već i na informacije koje se prenose usmeno (od usta do usta), pismeno (leci, fanzini), itd. S obzirom na to da TAZ-ovi neprestano nestaju i opet se javljaju na drugom mjestu, mreže informacija su od presudnog značaja za njihov kontinuitet.[4]

- Odbacivanje jezgrene (nuklearne) obitelji. Nasuprot obitelji koja je zatvorena genetikom, obilježena muškarčevim posjedovanjem žene i hijerarhijom, Bey se zalaže za paleolitsku hordu koja se u ovom slučaju konstituira kao grupa afiniteta. Bej preporučuje model grupe afiniteta kao koncept za sve marginalizirane skupine, posebno one koje "radosno uključuju ilegalnost (uživatelji marihuane, seksualni heretici, pobunjenici) ili radikalnu neobičnost (nudisti, pogani, postavangardni umjetnici)  ".

- Glazba kao organizacijski princip, tj. festivalski duh. Taz je prije svega festival (žurka, svirka, svetkovina) koji glazbom slavi radost života naspram mrtvila i sivila birokracije i njezinih statuta i zakona.[5]

Što se tiče trajanja i prostorne veličine TAZ-a, tu ne postoje nikakva striktna ograničenja. Veličina TAZ-a nije bitna već spontanost i neposredni međuljudski odnosi.

## Vanjske poveznice
- Umjetnički pokret privremenih autonomnih zona, pristupljeno 13. veljače 2014.